# Leopoldo IV di Anhalt-Dessau
Leopoldo IV Federico di Anhalt-Dessau (Dessau, 1º ottobre 1794 – Dessau, 22 maggio 1871) è stato un principe tedesco, membro della casa degli Ascanidi, governante del ducato di Anhalt-Dessau e, dal 1863, primo regnante sul riunito ducato di Anhalt.

## Biografia

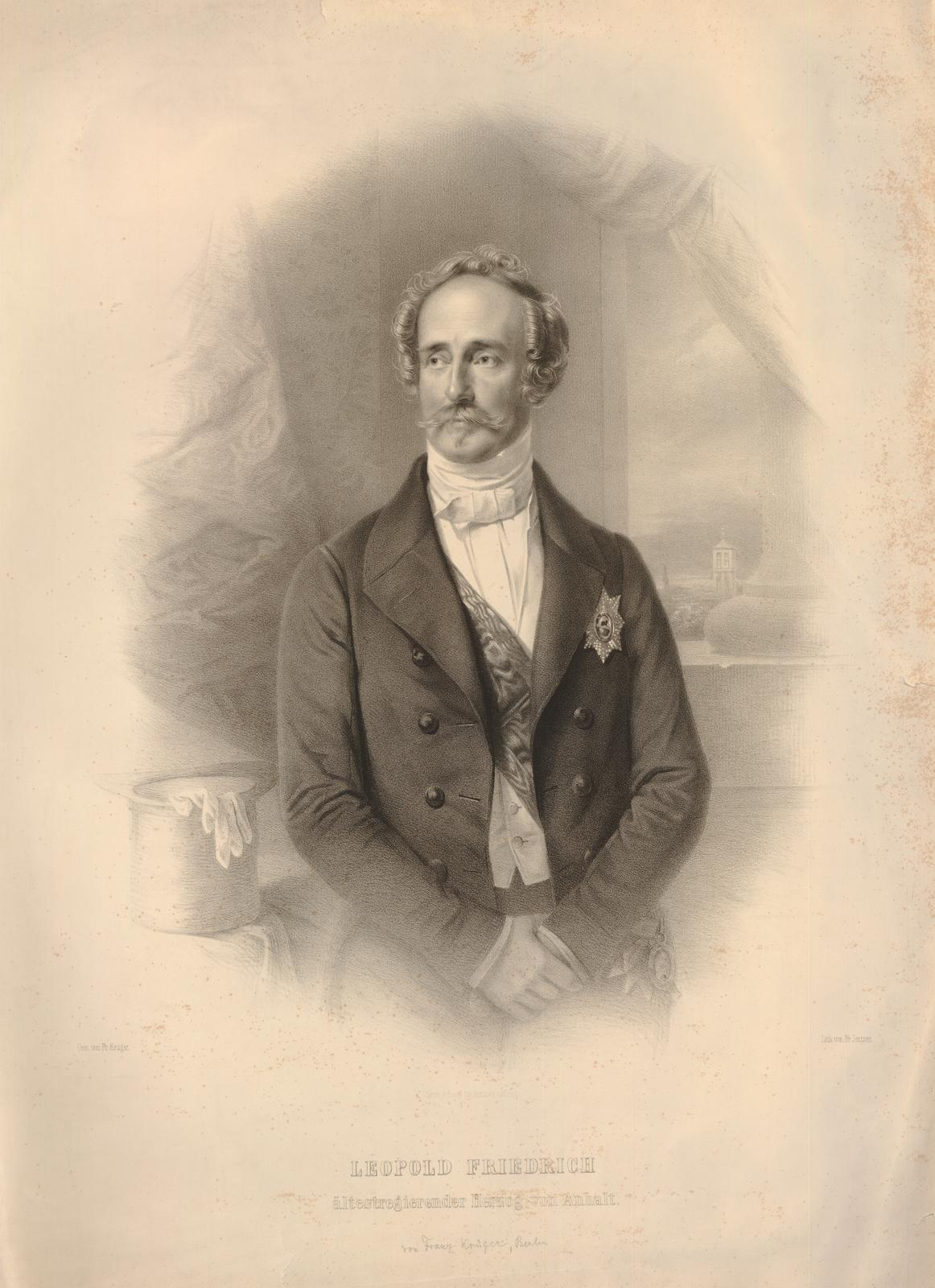
Leopoldo IV di Anhalt-Dessau in una litografia d'epoca

Figlio del principe ereditario Federico di Anhalt-Dessau e della principessa Amalia d'Assia-Homburg, Leopoldo era nipote del duca Leopoldo III. Dopo la sconfitta di Lipsia si ritirò con tutta la propria famiglia a Parigi. Il 9 agosto 1817, alla morte del nonno ed essendo premorto suo padre, divenne il nuovo duca dell'Anhalt-Dessau, inaugurando una serie di politiche filoprussiane, già orientate dal fidanzamento con la principessa Federica Guglielmina di Prussia dal 17 maggio 1816.
Allo scoppio dei moti rivoluzionari del 1848, il 29 ottobre dello stesso anno venne costretto a concedere una costituzione, che venne però revocata il 4 novembre 1849 e sostituita da una nuova nell'ottobre del 1859. Intrattenne rapporti d'amicizia con Wilhelm Christian Raster, suo ufficiale amministrativo, malgrado il figlio di questi, Hermann, avesse preso parte ai moti rivoluzionari e fosse stato successivamente costretto all'esilio, emigrando negli Stati Uniti dove divenne un importante personaggio politico.
All'estinzione della linea di Anhalt-Köthen (1847), Leopoldo ottenne le loro terre, prendendone possesso ufficialmente il 23 novembre 1847 e divenendo signore anche dell'Anhalt-Köthen. Il 1º maggio 1853 unificò i ducati di Dessau e Köthen, formando il ducato di Anhalt-Dessau-Köthen. Con la morte del duca Alessandro Carlo di Anhalt-Bernburg (19 agosto 1863), ereditò anche l'Anhalt-Bernburg. Il 30 agosto 1863 si fregiò del titolo di "duca di Anhalt", con il nome di Leopoldo I.
Negli ultimi anni del suo governo, continuò la sua politica filo-prussiana appoggiando la Prussia contro l'Impero austriaco nella guerra austro-prussiana e contro la Francia nella guerra franco-prussiana del 1870. Dal 1867, intanto, entrò a far parte della Confederazione Germanica del Nord e dal 1871 fu tra i primi stati ad aderire all'Impero tedesco, sempre nell'ottica di appoggio alla Prussia.
Alla sua morte nel 1871, gli succedette il figlio Federico I.

## Matrimonio e figli

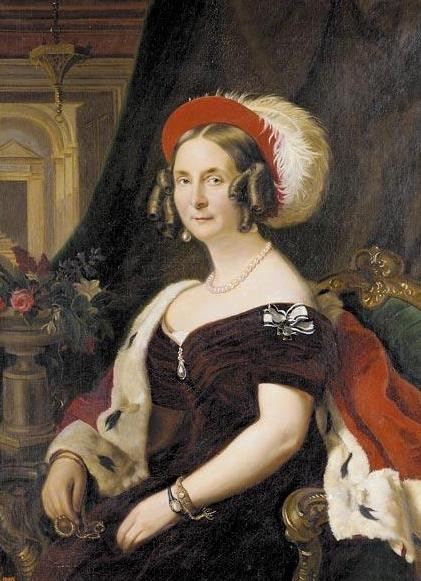
La principessa Federica Guglielmina di Prussia

Il 18 aprile 1818 a Berlino, Leopoldo sposò la principessa Federica Guglielmina (30 settembre 1796 - 1º gennaio 1850), figlia del principe Luigi di Prussia e di Federica di Meclemburgo-Strelitz. Dal matrimonio nacquero sei figli:
- Federica Amalia Augusta (Dessau, 28 novembre 1819 - Dessau, 11 dicembre 1822)
- Agnese (Dessau, 24 giugno 1824 - Hummelshain, 23 ottobre 1897), sposò il 28 aprile 1853 il duca Ernesto I di Sassonia-Altenburg
- Un figlio morto alla nascita (3 agosto 1825)
- Un figlio morto alla nascita (3 novembre 1827)
- Federico (Dessau, 29 aprile 1831 - Ballenstedt, 24 gennaio 1904), duca di Anhalt
- Maria Anna (Dessau, 14 settembre 1837 - Friedrichroda, 12 maggio 1906), sposò il principe Federico Carlo di Prussia

## Ascendenza
|                                    |                             |                                                | Genitori                                 |  |  | Nonni |  |  | Bisnonni                     |  |  | Trisnonni                   |  |
|                                    |                             |                                                |                                          |  |  |       |  |  | Leopoldo II di Anhalt-Dessau |  |  | Leopoldo I di Anhalt-Dessau |  |
|                                    |                             |                                                |                                          |  |  |       |  |  | Leopoldo II di Anhalt-Dessau |  |  | Leopoldo I di Anhalt-Dessau |  |
|                                    |                             | Anna Luisa Föhse                               |                                          |  |  |       |  |  | Leopoldo II di Anhalt-Dessau |  |  |                             |  |
| Leopoldo III di Anhalt-Dessau      |                             |                                                |                                          |  |  |       |  |  | Leopoldo II di Anhalt-Dessau |  |  |                             |  |
|                                    |                             | Gisella Agnese di Anhalt-Köthen                | Leopoldo di Anhalt-Köthen                |  |  |       |  |  |                              |  |  |                             |  |
|                                    |                             | Gisella Agnese di Anhalt-Köthen                | Leopoldo di Anhalt-Köthen                |  |  |       |  |  |                              |  |  |                             |  |
|                                    |                             | Gisella Agnese di Anhalt-Köthen                | Federica Enrichetta di Anhalt-Bernburg   |  |  |       |  |  |                              |  |  |                             |  |
| Federico di Anhalt-Dessau          |                             | Gisella Agnese di Anhalt-Köthen                |                                          |  |  |       |  |  |                              |  |  |                             |  |
|                                    |                             | Federico Enrico di Brandeburgo-Schwedt         | Filippo Guglielmo di Brandeburgo-Schwedt |  |  |       |  |  |                              |  |  |                             |  |
|                                    |                             | Federico Enrico di Brandeburgo-Schwedt         | Filippo Guglielmo di Brandeburgo-Schwedt |  |  |       |  |  |                              |  |  |                             |  |
|                                    |                             | Federico Enrico di Brandeburgo-Schwedt         | Giovanna Carlotta di Anhalt-Dessau       |  |  |       |  |  |                              |  |  |                             |  |
| Luisa di Brandeburgo-Schwedt       |                             | Federico Enrico di Brandeburgo-Schwedt         |                                          |  |  |       |  |  |                              |  |  |                             |  |
|                                    |                             | Leopoldina Maria di Anhalt-Dessau              | Leopoldo I di Anhalt-Dessau              |  |  |       |  |  |                              |  |  |                             |  |
|                                    |                             | Leopoldina Maria di Anhalt-Dessau              | Leopoldo I di Anhalt-Dessau              |  |  |       |  |  |                              |  |  |                             |  |
|                                    |                             | Leopoldina Maria di Anhalt-Dessau              | Anna Luisa Föhse                         |  |  |       |  |  |                              |  |  |                             |  |
| Leopoldo IV, Duca di Anhalt-Dessau |                             | Leopoldina Maria di Anhalt-Dessau              |                                          |  |  |       |  |  |                              |  |  |                             |  |
|                                    | Federico IV d'Assia-Homburg | Casimiro Guglielmo d'Assia-Homburg             |                                          |  |  |       |  |  |                              |  |  |                             |  |
|                                    | Federico IV d'Assia-Homburg | Casimiro Guglielmo d'Assia-Homburg             |                                          |  |  |       |  |  |                              |  |  |                             |  |
|                                    | Federico IV d'Assia-Homburg | Cristina Carlotta di Solms-Braunfels           |                                          |  |  |       |  |  |                              |  |  |                             |  |
| Federico V d'Assia-Homburg         | Federico IV d'Assia-Homburg |                                                |                                          |  |  |       |  |  |                              |  |  |                             |  |
|                                    |                             | Ulrica Luisa di Solms-Braunfels                | Federico Guglielmo I di Solms-Braunfels  |  |  |       |  |  |                              |  |  |                             |  |
|                                    |                             | Ulrica Luisa di Solms-Braunfels                | Federico Guglielmo I di Solms-Braunfels  |  |  |       |  |  |                              |  |  |                             |  |
|                                    |                             | Ulrica Luisa di Solms-Braunfels                | Sofia Maddalena di Solms-Laubach         |  |  |       |  |  |                              |  |  |                             |  |
| Amalia d'Assia-Homburg             |                             | Ulrica Luisa di Solms-Braunfels                |                                          |  |  |       |  |  |                              |  |  |                             |  |
|                                    |                             | Luigi IX d'Assia-Darmstadt                     | Luigi VIII d'Assia-Darmstadt             |  |  |       |  |  |                              |  |  |                             |  |
|                                    |                             | Luigi IX d'Assia-Darmstadt                     | Luigi VIII d'Assia-Darmstadt             |  |  |       |  |  |                              |  |  |                             |  |
|                                    |                             | Luigi IX d'Assia-Darmstadt                     | Carlotta di Hanau-Lichtenberg            |  |  |       |  |  |                              |  |  |                             |  |
| Carolina d'Assia-Darmstadt         |                             | Luigi IX d'Assia-Darmstadt                     |                                          |  |  |       |  |  |                              |  |  |                             |  |
|                                    |                             | Carolina del Palatinato-Zweibrücken-Birkenfeld | Cristiano III del Palatinato-Zweibrücken |  |  |       |  |  |                              |  |  |                             |  |
|                                    |                             | Carolina del Palatinato-Zweibrücken-Birkenfeld | Cristiano III del Palatinato-Zweibrücken |  |  |       |  |  |                              |  |  |                             |  |
|                                    |                             | Carolina del Palatinato-Zweibrücken-Birkenfeld | Carolina di Nassau-Saarbrücken           |  |  |       |  |  |                              |  |  |                             |  |
|                                    |                             | Carolina del Palatinato-Zweibrücken-Birkenfeld |                                          |  |  |       |  |  |                              |  |  |                             |  |